# USAM Nîmes Gard
USAM Nîmes Gard ist ein 1960 gegründeter französischer Sportverein aus Nîmes, dessen Handballmannschaft seit 2013 wieder in der 1. Französischen Liga (LNH) spielt.
Seine Glanzzeit erlebte der Verein Ende der 1980er und Anfang der 1990er Jahre, als er viermal die französische Meisterschaft (1988, 1990, 1991, 1993) und drei Pokalsiege (1985, 1986, 1994) erringen konnte. In der EHF Champions League 1993/94 scheiterte USAM in der Gruppenphase nur knapp am Finaleinzug. Im Europapokal der Pokalsieger 1994/95 scheiterte man in der 1. Runde. Es war der letzte internationale Auftritt bis zur Saison 2019/20, als man im EHF-Pokal die Gruppenphase erreichte.

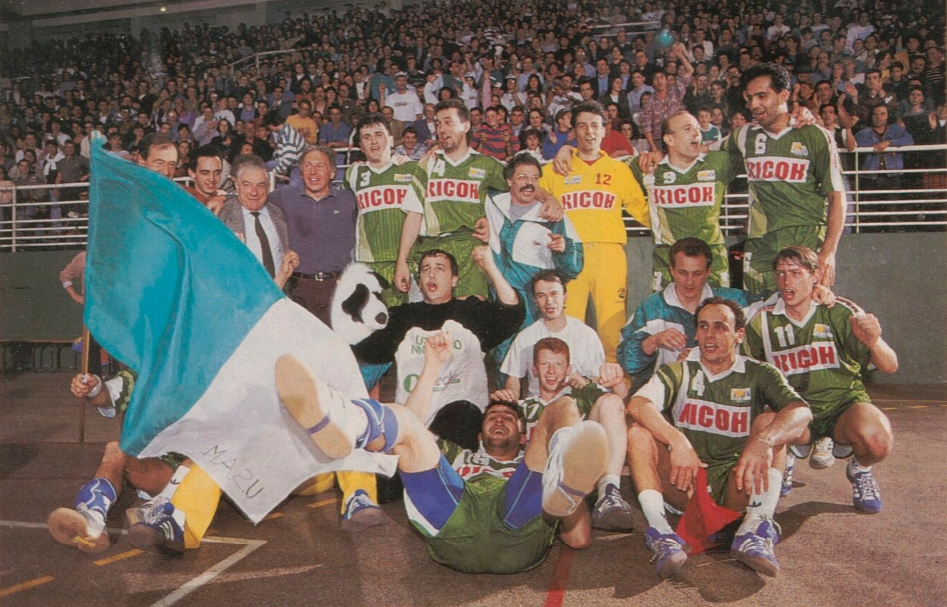
USAM Nîmes 30 feiert die Meisterschaft 1993.

## Ehemalige bekannte Spieler
- Baptiste Bonnefond
- Philippe Debureau
- Gilles Derot
- Rémi Desbonnet
- Philippe Gardent
- Christian Gaudin
- Nikola Grahovac
- Michaël Guigou
- Guéric Kervadec
- Denis Lathoud
- Bruno Martini
- Philippe Médard
- Heykel Megannem (Spieler der Saison 2005/06)
- Laurent Puigségur
- Alain Portes
- Elohim Prandi
- Mohammad Sanad
- Zlatko Saračević
- Guillaume Saurina (Torschützenkönig 2010 und 2012)
- Stéphane Stoecklin
- Branko Štrbac
- Sorin Toacsen
- Frédéric Volle (Torschützenkönig 1989)

## Bisherige Trainer
- David Degouy (seit 7/2024)
- Yann Balmossière (7/2023 – 6/2024)
- Ljubomir Vranjes (7/2022 – 6/2023)
- Yann Balmossiere (1/2022 – 6/2022)
- Franck Maurice (2014–1/2022)
- Jérôme Chauvet (2011–2014)
- Laurent Puigsegur (2009–2011)
- Alain Portes (2006–2009)
- Christophe Mazel (2003–2006)
- Gilles Baron (1996–2003)
- Boro Golić
- Jean-Paul Martinet (1987–1994), 4 Meisterschaften (1988, 1990, 1991, 1993), 1 Pokalsieg (1994)

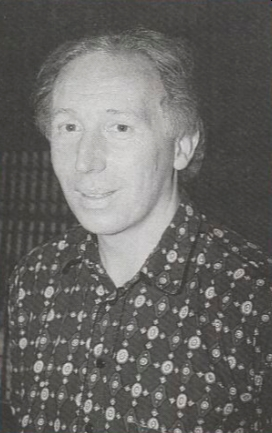
Jean-Paul Martinet (1994)

- Alain Jourdan und Robert Durand